# Александр Макквін
Лі Алекса́ндр Маккві́н (англ. Lee Alexander McQueen; 16 березня 1969, Лондон, Велика Британія — 11 лютого 2010, Лондон, Велика Британія) — видатний британський модельєр, відомий своїм неординарним підходом до творчості та досить відвертими показами.

## Біографія
Александр Макквін народився в 1969 році в Лондоні в родині таксиста. З дитячих років він мріяв бути дизайнером одягу і малював фасони суконь для трьох своїх сестер.
У 16 років він кинув школу і почав кар'єру у світі моди з роботи в ательє Андерсен і Шеферд (Anderson and Shepherd), потім кравцем в майстернях Севіл Роу.
В ательє він спеціалізувався на чоловічих костюмах, пошитих за індивідуальним замовленням для вищого світу. Його клієнтами були принц Уельський, лорд Ротшильд і Михайло Горбачов. У костюмерному цеху театру Берманс і Натані Макквін вивчив шість методів крою, один з яких відноситься ще до XVI ст.
У 1991 році Макквін закінчив Коледж мистецтв Св. Мартіна (Лондон). Дипломною роботою дизайнера стала колекція Jack the Ripper Stalks His Victims (Джек-Різник вистежує Своїх Жертв), що зробила його знаменитим.
Після закінчення коледжу він працював спочатку у японського дизайнера Коджі Тацуно, потім в італійського модельєра Ромео Гільї в Мілані.

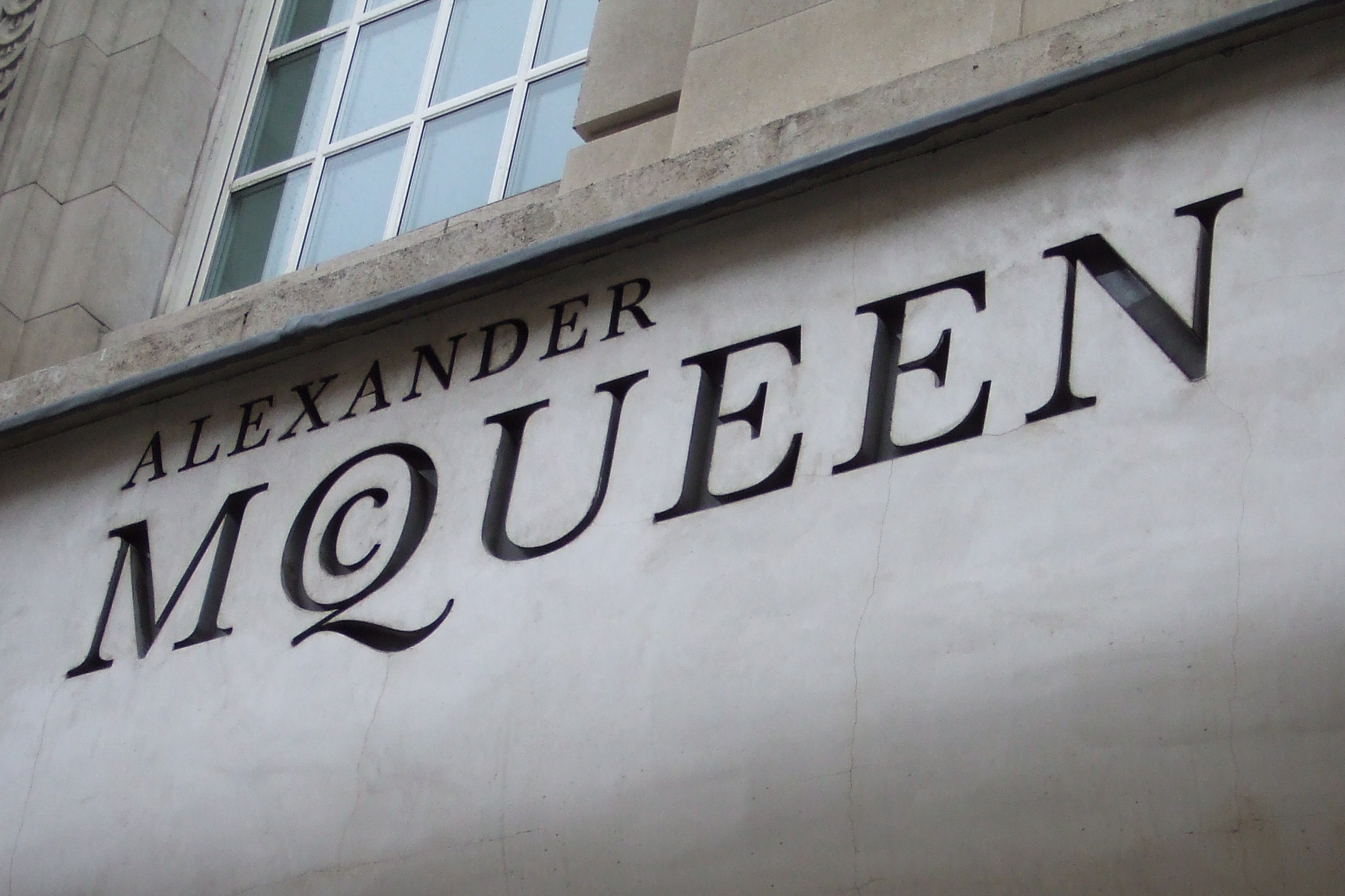
Логотип дизайнерського дому «Alexander McQueen»

Він працював головним дизайнером французького модного бренду Givenchy п'ять років, після чого заснував власний лейбл McQ. Серед відомих шанувальників Маккуіна були Бйорк, Lady Gaga, Девід Боуї, Ріанна. Александр був командором ордену Британської імперії, чотири рази визнавався найкращим дизайнером Великої Британії в 1996, 1997, 2001 і 2003 роках; «Дизайнер Року» на думку CDFA (Рада Дизайнерів Америки) у 2003 році; отримав премію моди Директорів за колекції McQ 2007 рік та інші.
11 лютого 2010 р. Александр Макквін був знайдений повішеним у своєму будинку в Лондоні. Повідомлялося, що 40-річний дизайнер наклав на себе руки. Перед смертю Макквін страждав від сильної депресії через смерть своєї матері Джойс, яка померла 2 лютого.

### Особисте життя
Олександр Макквін був відкритим геєм, здійснивши камінг-аут перед рідними у 18-річному віці.. Пізніше він описав свій камін-аут, заявивши: «Я завжди був упевнений в собі і у своїй сексуальності, і мені нічого приховувати. Прямо з черева матері я відправився на гей-парад».
У 2000 рік році Макквін уклав цивільний шлюб на о. Ібіца з британським кінодокументалістом Джорджем Форсайтом(англ. George Forsyth).
У вересні 2007 року з нагоди відкриття свого бутику в Москві, Макквін в інтерв'ю російській газеті «Ведомости» заявив: «Як гей я і сам зазнавав суспільних гонінь, тому в житті завжди знаходив привабливішими драму і меланхолію, в них більше романтики».